# Tào Thanh
Tào Thanh (tiếng Trung: 曹清; sinh ngày 9 tháng 12 năm 1952) là Trung tướng Quân Giải phóng Nhân dân Trung Quốc (PLA). Từ năm 2015, ông là Phó Tư lệnh Quân khu Bắc Kinh. Từ năm 2007 đến năm 2015, ông giữ chức vụ Cục trưởng Cục Cảnh vệ Trung ương (CSB) đơn vị chịu trách nhiệm đảm bảo an toàn cho các quan chức cấp cao Trung Quốc trực thuộc Văn phòng Trung ương Đảng Cộng sản Trung Quốc, thường được xem như "cấm vệ quân" của Trung Nam Hải.

## Tiểu sử

### Thân thế
Tào Thanh là người Hán sinh tháng 12 năm 1952 ở Bình Sơn, tỉnh Hà Bắc.

### Giáo dục
Tào Thanh tốt nghiệp chuyên ngành quản lý hành chính tại Đại học nghiệp dư Trung Nam Hải - trực thuộc Văn phòng Trung ương.

### Sự nghiệp
Thời trẻ, Tào Thanh từng là vệ sĩ của Nguyên soái Diệp Kiếm Anh, cùng ông Diệp tham gia vụ bắt giữ "bè lũ 4 tên" năm 1976, sau khi Mao Trạch Đông qua đời. Vụ xét xử "bè lũ 4 tên" đánh dấu sự chấm hết của Cách mạng Văn hóa tại Trung Quốc.
Tháng 5 năm 2006, Tào Thanh được bổ nhiệm làm Phó Cục trưởng Thường trực Cục Cảnh vệ Trung ương. Tháng 9 năm 2007, ông được bổ nhiệm giữ chức vụ Cục trưởng Cục Cảnh vệ Trung ương. Ngày 21 tháng 10 năm 2007, tại phiên bế mạc của Đại hội Đảng Cộng sản Trung Quốc lần thứ 17, Tào Thanh được bầu làm Ủy viên dự khuyết Ban Chấp hành Trung ương Đảng Cộng sản Trung Quốc khóa XVII. Tháng 7 năm 2011, ông được phong quân hàm Trung tướng. Ngày 14 tháng 11 năm 2012, tại Đại hội Đảng Cộng sản Trung Quốc lần thứ 18, ông được bầu lại làm Ủy viên dự khuyết Ban Chấp hành Trung ương Đảng Cộng sản Trung Quốc khóa XVIII.
Tháng 3 năm 2015, Tào Thanh được điều chuyển làm Phó Tư lệnh Quân khu Bắc Kinh. Thay thế ông là Thiếu tướng Vương Thiếu Quân, một vệ sĩ tháp tùng Tập Cận Bình trong chuyến thăm Quân khu Nam Kinh vào tháng 12 năm 2014.